# IC 1632
IC 1632 — галактика типу E (еліптична галактика) у сузір'ї Риби.
Цей об'єкт міститься в оригінальній редакції індексного каталогу.